# Friedrich Ebert
Friedrich Ebert (Heidelberg, 4 februari 1871 – Berlijn, 28 februari 1925) was een Duits politicus van de Sociaaldemocratische Partij van Duitsland (SPD). Hij diende van 1919 tot zijn dood in 1925 als de eerste president van Duitsland.

## Inleiding
Toen Ebert verkozen werd tot leider van de SPD na de dood van August Bebel, waren de partijleden van de SPD diep verdeeld over de partijsteun aan de Eerste Wereldoorlog. Ebert steunde de Burgfrieden en probeerde de oorlogstegenstanders in de partij te isoleren. Hij speelde een grote rol bij de Novemberrevolutie welke leidde tot de val van het Duitse Keizerrijk en het ontstaan van de Weimarrepubliek. Voordat hij in 1919 verkozen werd tot president, diende hij kort als voorzitter van de Raad van Volkscommissarissen tijdens de eerste maanden van de Weimarrepubliek. Nadat hij werd uitgeroepen tot nieuwe president, kwam de regering samen met het leger en het rechtse vrijkorps tussenbeide bij linkse opstanden. Dit resulteerde in de moord op onder andere Karl Liebknecht en Rosa Luxemburg en het einde van de samenwerking tussen de SPD en de Onafhankelijke Sociaaldemocratische Partij van Duitsland (USPD).
Na de opstanden veranderde hij zijn beleid in een "beleid van compenseren" tussen links en rechts, tussen de werknemers en de ondernemingen. Hiervoor volgde hij een beleid van broze coalities. Dit resulteerde in een aantal problemen, bv. dat de SPD tijdens de crisis van 1923 akkoord ging met verlenging van werktijd zonder extra betalingen voor de arbeiders, terwijl de conservatieven niets wilden weten van extra belastingen voor de rijken ter compensatie. Zijn dood wordt gezien als een belangrijke breuk in de Weimarrepubliek, die minder dan tien jaar later niet meer zou bestaan. Na zijn dood werd monarchist en maarschalk Paul von Hindenburg verkozen tot rijkspresident.

## Biografie

### Vroege carrière
Friedrich Ebert kwam uit de arbeidersklasse. Werkzaam als zadelmaker trad hij toe tot de socialistische beweging. Vanaf 1895 wijdde hij zich geheel aan de Sozialdemokratische Partei Deutschlands (SPD). In 1900 werd hij in de gemeenteraad van Bremen verkozen en werd fractievoorzitter, tot 1905. Van 1904 tot 1905 was hij voorzitter van de SPD-Bremen en daarna tot 1912 van de SPD-Berlijn. Ebert werd een van de prominenten van de rechtervleugel van de SPD.

### In de Rijksdag
In 1912 werd Ebert in de Rijksdag gekozen voor de SPD. Op 20 september 1913 werden Friedrich Ebert en Hugo Haase (respectievelijk leider van de rechter- en linkervleugel van de partij) covoorzitters van de SPD, na het overlijden van August Bebel. Het autoritaire optreden van Ebert leidde weleens tot conflicten binnen het bestuur van de SPD. In 1914 stemde Ebert vóór de oorlogskredieten, aanvankelijk steunde hij de Duitse politiek in de oorlog die gericht was op annexatie van bezette gebieden. In 1916 krijgt Ebert de functie van vicevoorzitter van de SPD-fractie in de Rijksdag - tijdens het voorzitterschap van Philipp Scheidemann. In 1917 spraken de SPD, de katholieke Zentrumspartei en de linkse liberalen zich voor een vrede zonder annexaties van de door Duitsland veroverde gebieden uit.

### Rijkskanselier
Tijdens de januari staking van 1918 trad Ebert op als bemiddelaar. In oktober van dat jaar stemde hij voor het behoud van de monarchie; zijn idee was om deze te hervormen tot een volwaardige constitutionele monarchie, gebaseerd op de Britse versie. Op 9 november, daags na het aftreden van keizer Wilhelm II, droeg rijkskanselier prins Max van Baden aan Ebert het ambt van Rijkskanselier over. Kort daarna riep SPD-collega Philipp Scheidemann, tegen de zin van Ebert, de Duitse Republiek uit, om de door Karl Liebknecht uitgeroepen "Duitse Socialistische Republiek" voor te zijn.
Op 11 november 1918 vormden SPD en de linkse afsplitsing USPD een soort regering, de zogenaamde "Rat der Volksbeauftragten", die de keizerlijke regering moest controleren. Ebert en Hugo Haase van de USPD waren gezamenlijk voorzitter. Ebert zette zich in voor vroegtijdige verkiezingen van een Nationale Vergadering. In die periode van overgang wist Ebert samen met SPD-defensie-specialist Gustav Noske en in samenwerking met generaal Wilhelm Groener linksradicale opstanden te onderdrukken. Ebert, de meeste sociaaldemocraten en het burgerlijke Duitsland waren bang dat de Novemberrevolutie naar een communistische dictatuur naar Russisch voorbeeld zou afglijden.

### Rijkspresident
De Nationale Vergadering van Weimar, gekozen op 19 januari 1919, maakte Ebert op 11 februari 'voorlopig rijkspresident' en in augustus van dat jaar werd hij ook door de Rijksdag daarin bevestigd. In oktober 1922 werd Eberts ambtstermijn door de Rijksdag tot 1925 verlengd, ofschoon de president volgens de grondwet door het volk moest worden gekozen. Volgens de meeste partijen was de situatie in Duitsland daarvoor nog te onrustig. Ebert lag voortdurend onder kritiek van zowel links als rechts, maar wist desondanks zijn ambt goed te vervullen.

## Overlijden
Rijkspresident Ebert kreeg tijdens zijn ambtstermijn te maken met een grote hoeveelheid juridische procedures die door zijn rechtse tegenstanders tegen hem werden begonnen. Ebert werd in december 1924 door kringen rond de voormalige opperbevelhebber Ludendorff aangeklaagd wegens landverraad in 1918. Deze beschuldiging was gerelateerd aan de dolkstootlegende, waarmee de voormalige legerleiding de nederlaag bleef toeschrijven aan iedereen behalve zichzelf. Ebert, die zelf twee zoons in de oorlog had verloren, raakte door zijn verdediging uitgeput en overleed op 28 februari 1925 aan een verwaarloosde blindedarmontsteking. Enkele maanden later werd Ludendorffs voormalige collega Paul von Hindenburg verkozen tot rijkspresident.
- Bibsys: 98068079
- Biblioteca Nacional de España: XX1321327
- Bibliothèque nationale de France: cb12215693p (data)
- CiNii: DA06980342
- Gemeinsame Normdatei: 118528610
- International Standard Name Identifier: 0000 0001 2276 830X
- Library of Congress Control Number: n85297671
- Nationale Bibliotheek van Tsjechië: jn20000700466
- Nationale bibliotheek van Australië: 36750355
- Nationale Bibliotheek van Israël: 987007260645705171
- Nationale Bibliotheek van Polen: a0000001237281
- Nationale en Universitaire bibliotheek Zagreb: 000240291
- Nederlandse Thesaurus van Auteursnamen: 070463514
- Réseau des bibliothèques de Suisse occidentale: 02-A010076989
- SNAC: w6gb5hq4
- Système universitaire de documentation: 030817943
- Trove: 1440520
- Virtual International Authority File: 14820796
- WorldCat: E39PBJccdPD8wVtDprB8rMJYyd